# Voskovka papouščí
Voskovka papouščí (Gliophorus psittacinus), jinak také šťavnatka papouščí , je druh houby z čeledi šťavnatkovité (Hygrophoraceae).

## Znaky
Klobouk 1–5 cm široký, v mládí zvoncovitý se postupně plošně rozkládá a v jeho středu vyniká malý hrbol. Na krajích je lehce rýhovaný. Pokožka výrazně zelená, ve vlhkém prostředí a u mladých plodnic je slizká, za sucha je lesklá.
Lupeny žlutozelené, nažloutlé až lehce načervenalé, tlusté, někdy zoubkovitě sbíhavé, u vyvinutých plodnic žilnatě pospojované, ke třeni jsou slabě připojené, na klobouku jsou řídce uspořádané. Výtrusný prach je bílý.
Třeň 2–9 cm dlouhý, 0,2–0,8 cm tlustý, válcovitý, slizký, občas podélně stlačený, vyplněný vatou, směrem od klobouku dolů přechází do žluta.
Dužnina zelená, vodnatá, sklovitá, bez chuti a vůně. V průběhu stárnutí ztrácejí plodnice svůj zelený pigment a přechází do žluta, oranžova až června.

## Užití
Nejedlý druh.

## Ekologie
Od srpna do října je houbu možno najít na vlhkých, světlých a travnatých plochách (louky, rašeliniště, pastviny, sady, parky, obecně travnaté porosty). Preferuje vápenité a dusíkaté půdy.

## Rozšíření
Výskyt druhu byl popsán v Evropě, Severní a Jižní Americe, Austrálii, Japonsku, Spojeném království, Grónsku, jižní Africe a na Islandu.

## Galerie

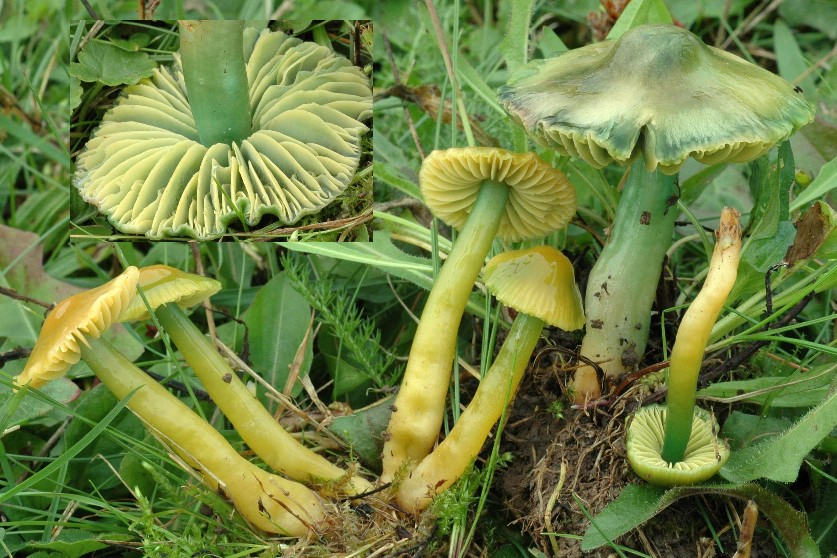
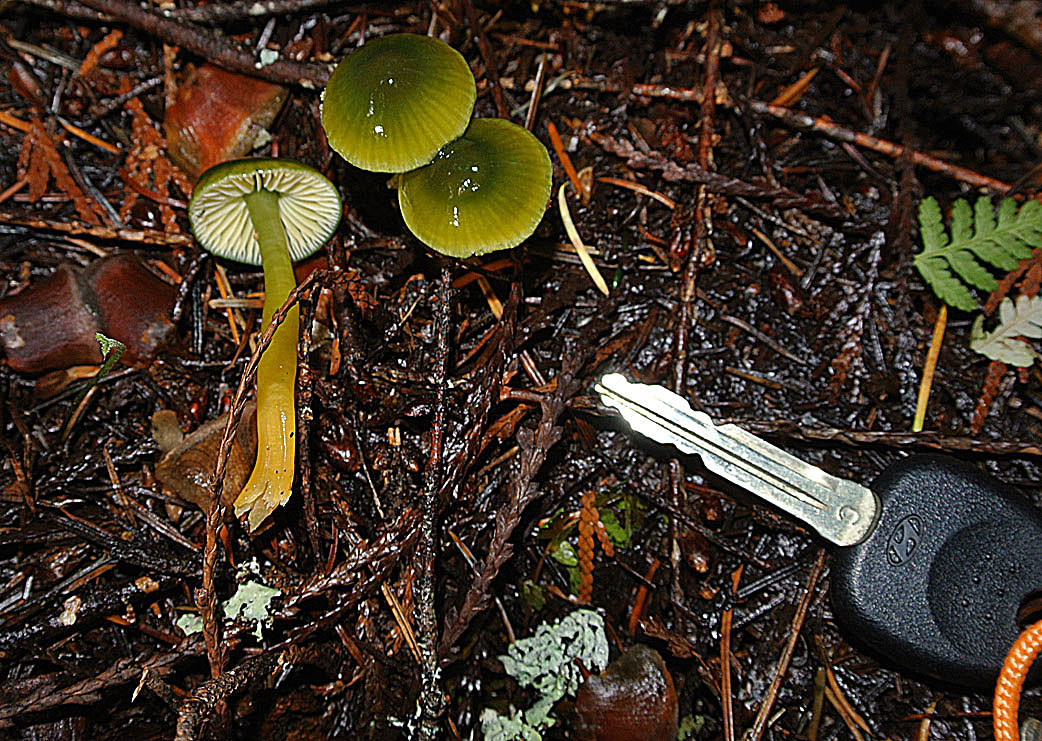
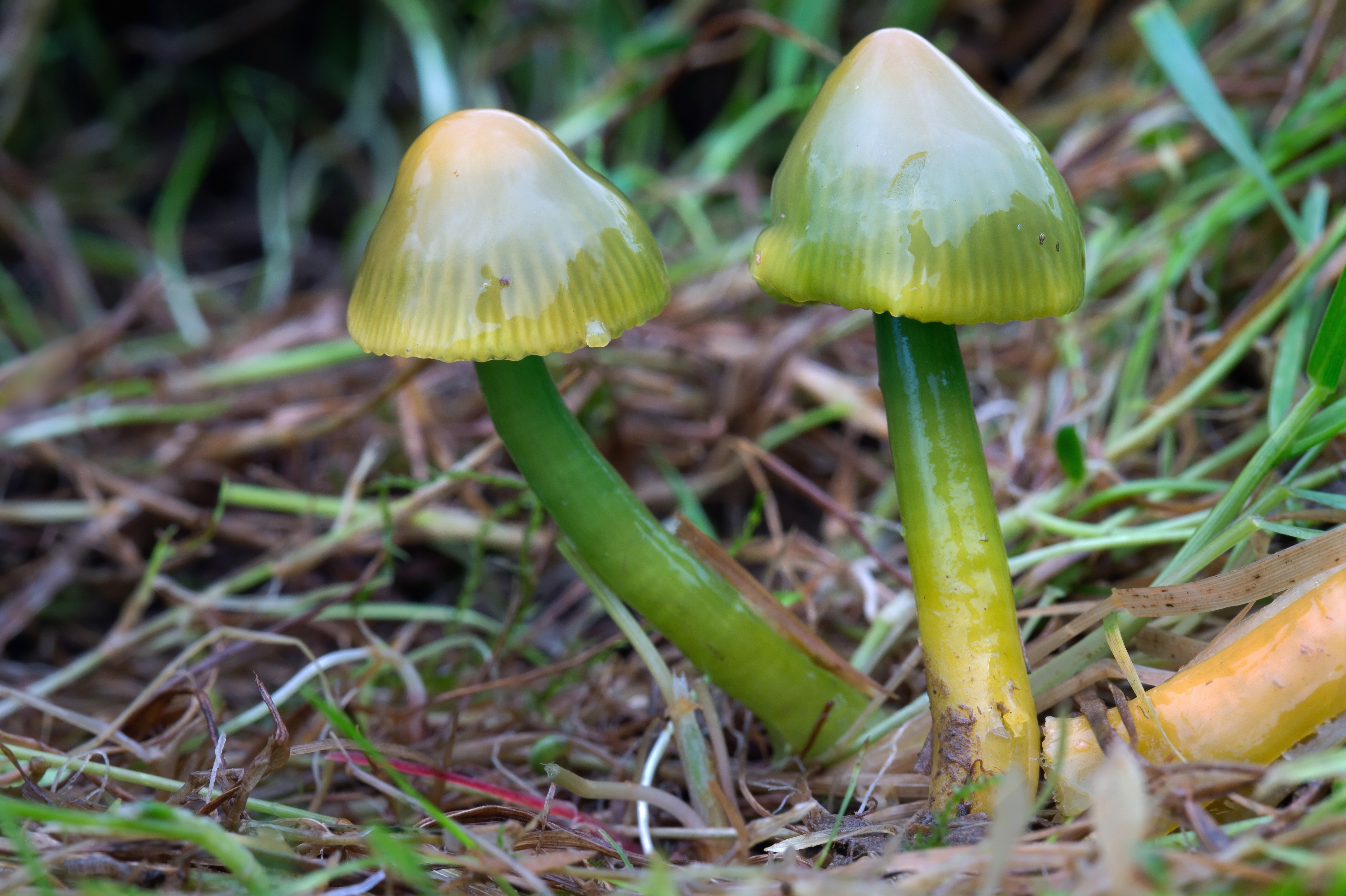
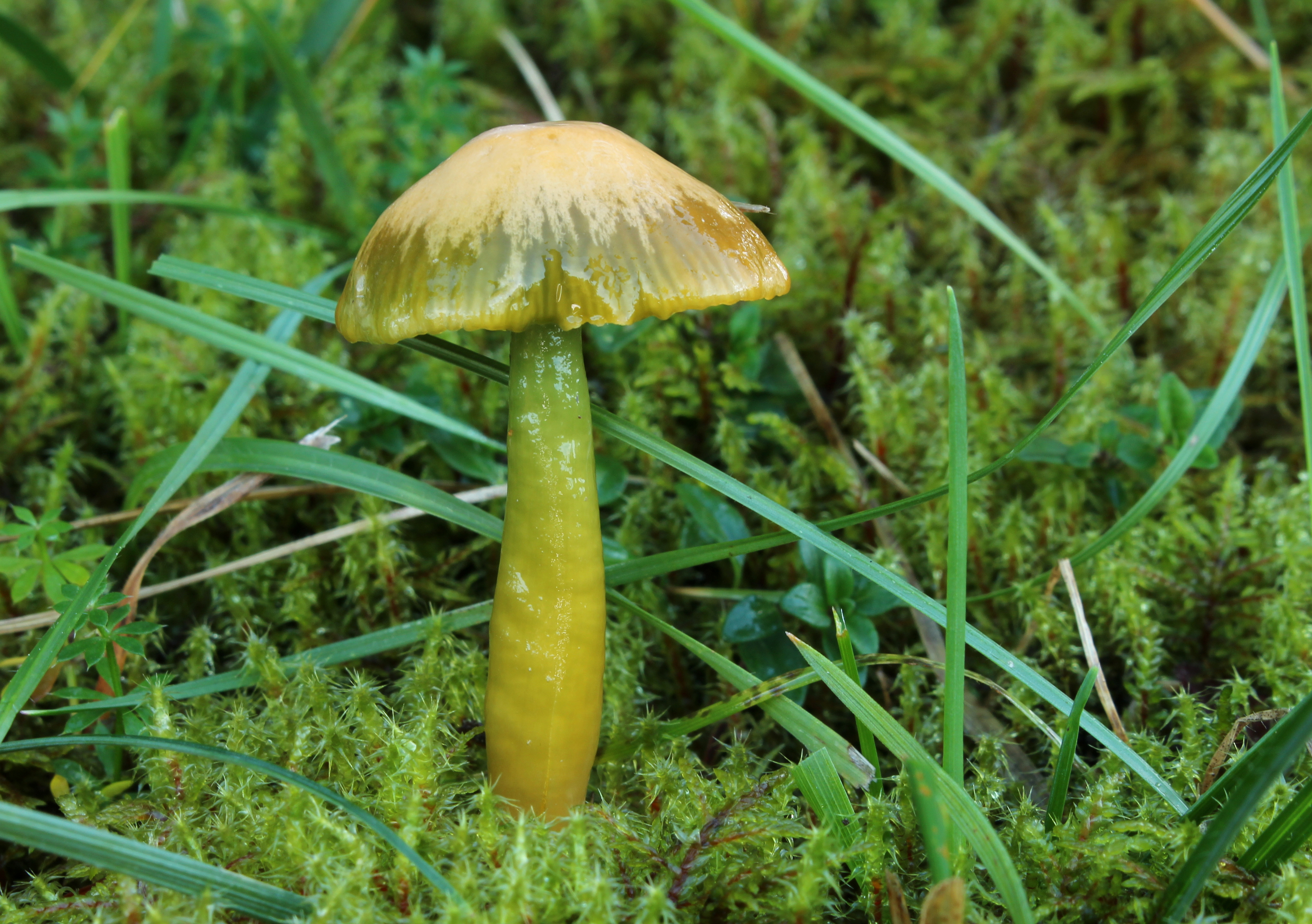

## Možnost záměny
V mládí je díky svému výrazně zelenému zbarvení houba nezaměnitelná, u starších plodnic je však možnost záměny s:
- Voskovka veselá (Hygrocybe laeta) – liší se zřetelně sbíhavými lupeny[1]
- Voskovka cihlová (Hygrocybe perplexa)[3]